# رود کارگات
رود کارگات (روسی: Каргат) یک رودخانه در استان نووسیبیرسک کشور روسیه است.